# Cunctando regitur mundus
Cunctando regitur mundus è una locuzione latina. 
La traduzione letterale è: "con l'attesa si governa il mondo". 